# Billy Dib
Bilal Dib (ur. 17 sierpnia 1985 w Sydney) – australijski bokser, były mistrz świata IBF w wadze piórkowej.

## Kariera amatorska
Uprawianie boksu rozpoczął w wieku 12 lat. Przygotowywał się do Igrzysk Olimpijskich 2004 jednak ze względu na wypadek motocyklowy nie zakwalifikował się do reprezentacji. W trakcie kariery amatorskiej stoczył 133 walki z czego wygrał 98.

## Kariera zawodowa
Karierę zawodową rozpoczął 15 sierpnia 2004. Do lipca 2008 stoczył 21 zwycięskich walk. W tym czasie zdobył lokalne lub mniej znaczące tytuły mistrza Australii, IBO Asia Pacific i IBO, wszystkie w kategorii junior lekkiej. 
18 października 2008, w Atlantic City, stoczył pojedynek z Amerykaninem Stevenem Luevano o tytuł mistrza świata WBO w wadze piórkowej. Przegrał jednogłośnie na punkty.
Do lipca 2011 ponownie toczył pojedynki o mniejsze cele, wszystkie wygrywając (jedna walka uznana została za nie odbytą), w tym tytuł IBF Pan Pacific. Pozwoliło mu to stanąć do walki o wakujący tytuł IBF w wadze piórkowej.
29 lipca 2011 w Homebush (Australia) spotkał się z Meksykaninem  Jorge Laciervą. Wygrał wyraźnie, jednogłośnie na punkty i został nowym mistrzem świata. W pierwszej obronie tytułu, 19 listopada, pokonał przez nokaut w pierwszej rundzie Włocha Alberto Servidei.
7 marca 2012 w kolejnej obronie tytułu zwyciężył Meksykanina Eduardo Escobedo, który nie wyszedł do szóstej rundy.
1 marca 2013 w Mashantucknet (Stany Zjednoczone) w trzeciej obronie tytułu zmierzył się z Rosjaninem Jewgienijem Gradowiczem. Rosjanin niespodziewanie zwyciężył niejednogłośnie na punkty i odebrał Dibowi mistrzostwo.